# Anna M. Nowakowska

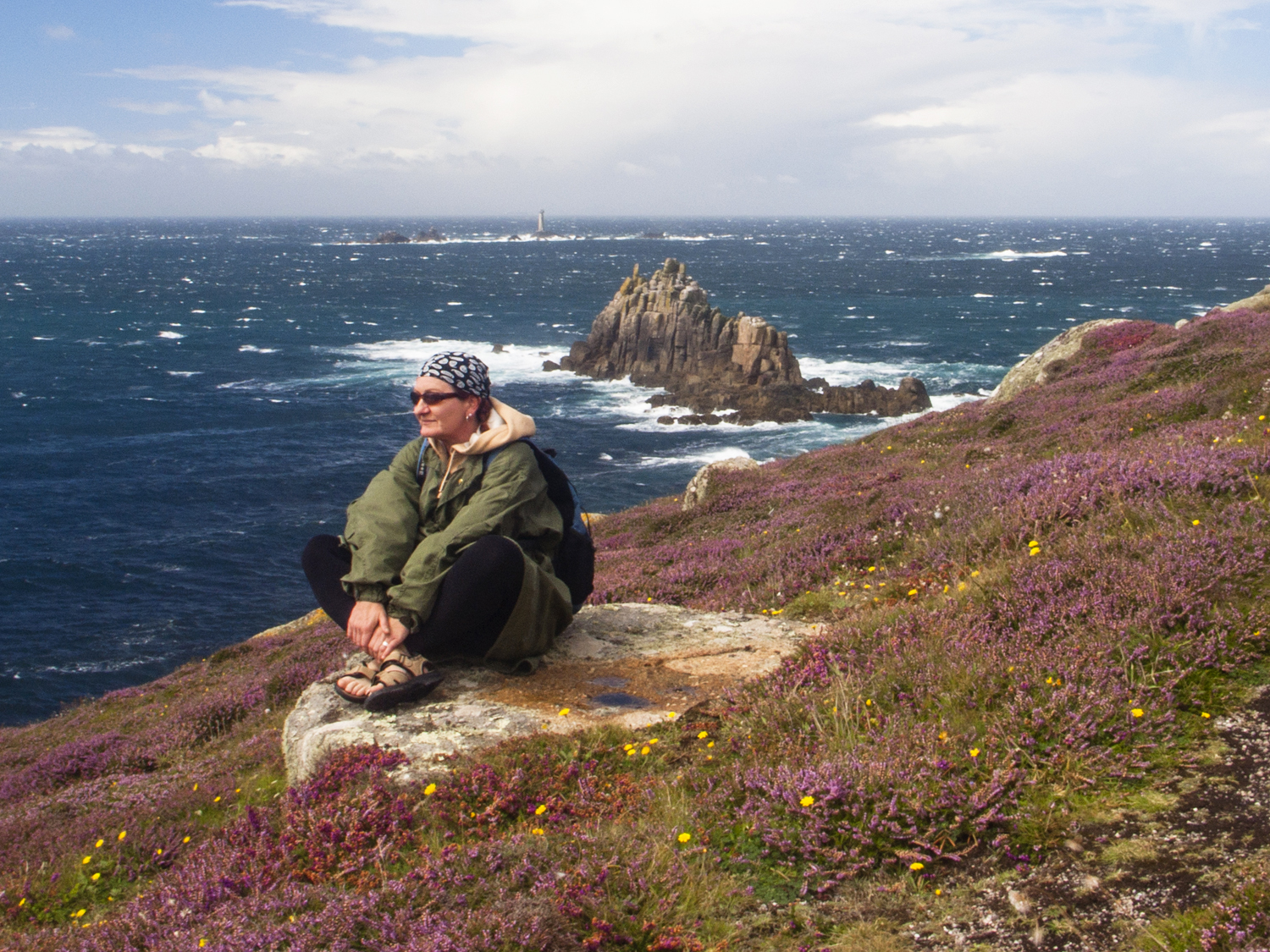
Kornwalia, Anglia

Anna Maria Nowakowska (ur. 1 maja 1960 w Warszawie) – polska pisarka, publicystka, felietonistka „Tygodnika Ciechanowskiego”. Jej powieść, Dziunia (ukazała się nakładem wydawnictwa W.A.B), w 2014 została nominowana do Nagrody Literackiej dla Autorki GRYFIA.
W latach 1995–2000 pracowała w Ogólnopolskim Pogotowiu dla Ofiar Przemocy w Rodzinie działającym przy Instytucie Psychologii Zdrowia Polskiego Towarzystwa
Psychologicznego. Współtworzyła program Poradni dla osób doznających przemocy domowej, prowadziła terapię indywidualną oraz grupy pomocy psychologicznej dla ofiar a także spotkania ze sprawcami domowej przemocy.  Autorka programów i realizatorka szkoleń dla: policji, służb socjalnych, radnych, pedagogów, psychologów, nauczycieli, kuratorów. Była stałą współpracownicą czasopism przeznaczonych dla środowiska terapeutów: „Remedium”, „Terapia Uzależnienia i Współuzależnienia”, „Niebieska Linia”, „Caritas”. Autorka kilkudziesięciu publikacji poświęconych problematyce przemocy, uzależnień i wypalenia zawodowego.
W roku 1997 napisała poradnik dla kobiet uzależnionych, pragnących podjąć terapię Kobieta na szlaku.
W latach 1999–2005 współpracowała z miesięcznikiem „Zwierciadło” publikując felietony, reportaże i miniporadniki. Autorka książki „Przeklęte” wydanej w 2002 roku przez wydawnictwo Zwierciadło. W latach 1999–2004 współtworzyła Pracownię Psychospołeczną Zwierciadło
W latach 2004–2010 mieszkała i pracowała na terenie Wielkiej Brytanii. W marcu 2009 ukończyła powieść „Dziunia”. W latach 2011–2013 pracowała jako konsultant do spraw przemocy w rodzinie w dwóch gminach na Płn. Mazowszu.

## Twórczość
- Kobieta na szlaku, (1997)
- Przeklęte (Wydawnictwo Zwierciadło 2002)
- Dziunia (Wydawnictwo W.A.B. 2013, 2015, powieść nominowana do Nagrody Literackiej dla Autorki GRYFIA 2014)
- Dziunia na uniwersytetach (Wydawnictwo W.A.B. 2015)
- Wymarzony dom Dziuni (Wydawnictwo W.A.B. 2017)